# Jerry Zaks
Jerry Zaks (Stoccarda, 7 settembre 1946) è un regista e attore tedesco naturalizzato statunitense.

## Biografia
Il suo apporto maggiore va al teatro, per cui è stato candidato e ha vinto numerosi premi nella sua pluri-decennale carriera, fra cui quattro Tony Award.
Ha diretto anche numerosi episodi di serie televisive statunitensi, fra cui Hope & Faith e Tutti amano Raymond, mentre per il cinema ha diretto La stanza di Marvin, con Meryl Streep.

## Riconoscimenti
- Tony Award
  - 1986 – Miglior regia di un'opera teatrale per The House of Blue Leaves
  - 1988 – Candidatura alla miglior regia di un musical per Anything Goes
  - 1989 – Miglior regia di un'opera teatrale per Lend Me a Tenor
  - 1991 – Miglior regia di un'opera teatrale per Sei gradi di separazione
  - 1992 – Miglior regia di un musical per Guys and Dolls
  - 1995 – Candidatura alla miglior regia di un musical per Smokey Joe's Cafe
  - 1996 – Candidatura alla miglior regia di un musical per A Funny Thing Happened on the Way to the Forum
  - 2017 – Candidatura alla miglior regia di un musical per Hello, Dolly!